# The Organ
The Organ erano una indie rock band formatasi nel 2001 a Vancouver, Columbia Britannica. Si sono ufficialmente sciolte il 7 dicembre 2006, per ragioni che la band ha preferito non rivelare.

## Storia del gruppo

### Gli inizi
Le Organ sono state formate nel 2001 da Katie Sketch, all'anagrafe Katie Richie (Vancouver, 10 febbraio 1977), a Vancouver, Canada.
L'educazione musicale della Sketch incominciò all'età di tre anni, con lo studio del violino.
Sketch ha sostenuto che, quando lei e gli altri componenti erano poco più che ventenni, non trovavano particolarmente interessante e d'ispirazione la coeva scena musicale locale. Un amico del patrigno, Ron Obviuous, l'assunse come aiutante nella gestione dei collegamenti audio in uno studio in costruzione per Bryan Adams. Egli introdusse così Katie nel mondo della musica indipendente e alle sonorità tipiche degli anni ottanta. Obvious donò a Katie dei mix-tapes di gruppi che pensava lei avrebbe potuto apprezzare in quanto violinista, tra i quali (Roxy Music, Ultravox) e Siouxsie and the Banshees oltre cantanti come Nina Hagen e Kate Bush. Questo lavoro ha avvicinato Sketch a Tara Nelson, l'assistente tecnico che successivamente avrebbe registrato gli EP delle Organ.
È stato proprio in quel periodo che Katie si è unita alle sue amiche Sarah Efron (bassista e tastierista) e Barb "Sketch" Choit (organista, chitarrista e bassista) per formare il trio strumentale Full Sketch.
Efron conobbe Katie lavorando nello stesso negozio, ma divennero amiche in un viaggio verso la città di Hermiston, Oregon. Fu allora che decisero di creare una band e di chiamarla Full Sketch. Katie, già polistrumentista di discreta competenza, pensò di poter provare a dedicarsi anche alle percussioni, per creare una band nella quale il suonare uno particolare strumento fosse, per la musicista, una completa novità. Le Organ sarebbero successivamente nate come una progetto parallelo delle Full Sketch, di cui presero, ovviamente, le medesime sonorità.
Dopo circa un anno, Barb Choit abbandonò la band per dedicarsi completamente alla propria carriera e le Full Sketch si sciolsero. In seguito, l'organista Jenny Smyth, all'anagrafe Genoa Smith, prese il posto di Choit alle tastiere ed, insieme ad Efron, fondarono il nuovo gruppo chiamato The Organ.
Nel 2001, iniziò un lungo processo di audizioni, atte a trovare altri musicisti di simile mentalità.
Katie Sketch è omosessuale come anche alcuni membri del gruppo.
Nel 2010 Katie Sketch ha sposato la sua compagna, l'attrice Vanessa Dunn

## Stile
Gruppi quali The Cure, Joy Division e The Smiths sono stati avvicinati al suono delle Organ.

### Primo album
La formazione completa della band così come sarebbe apparsa nel primo album richiese tre anni. Il gruppo originario consisteva di Katie, Jenny, Sarah, Shelby Stocks (chitarra) e Deborah Cohen (percussioni). Nell'estate del 2001, le Organ debuttarono con la pubblicazioni di Sinking Hearts. A gennaio, le Organ avevano sottoscritto un contratto con la Mint Records.
Tuttavia, prima della fine dell'anno, Efron avrebbe abbandonato la band per dedicarsi alla carriera da giornalista, sostituita da Ashley Webber. Nonostante la formazione ormai completa ed il primo EP già pubblicato, sarebbero stati necessari anni per la pubblicazione del primo, vero album completo; per la precisione, occorsero due anni perché Grab That Gun fosse terminato, nonostante la sua durata superi di poco la mezzora ed in esso compaiano quattro delle sette tracce già presenti in Sinking Hearts. I problemi principali riguardavano il mixaggio, giudicato non soddisfacente. Dopo diverse prove, l'album fu registrato nuovamente con Paul Forgues come produttore, già conosciuto da Sketch quando lavorava agli Warehouse Studio.

### Grab That Gun
Nonostante numerosi passi falsi, i cinque anni di lenta crescita avevano comunque prodotto un numero considerevole di fans, ed erano molte le aspettative per il nuovo album, che prometteva molto di più rispetto al precedente - il quale, considerando la scarsissima promozione ricevuta, aveva comunque ottenuto ottimi risultati. Grab That Gun rimase al primo posto nella classifica canadese per più tempo rispetto a qualunque altro disco pubblicato nello stesso anno.
Nel dicembre 2004, Ashley Webber ha abbandonato la band per dedicarsi anche ad altri progetti musicali; tuttavia, col loro primo tour internazionale alle porte e nessun possibile sostituto disponibile, venne chiesto alla Webber di ritornare nel gruppo.
Le Organ iniziarono il tour attraverso il Canada, gli USA e l'Europa. Contemporaneamente realizzarono il video musicale di "Brother", diretto da Robert Morfitt, una delle più famose canzoni della band. Una ri-recitazione fittizia del video di "Brother" può essere vista nel secondo episodio della seconda stagione del telefilm The L Word. "Brother" compare anche nella colonna sonora della seconda stagione di The L Word.
In seguito all'attività di promozione di "Brother", le Organ iniziarono la produzione del molto più ambizioso video di "Memorize the City", un tour attraverso una città fatta di suoni, luci e colori. Lo standard artistico molto più elevato e la qualità della produzione di questo video riflettono la grossa crescita della band in un periodo di tempo molto breve, a maggior ragione considerando che fu girato quando la band era impegnata nel tour più grande dalla sua nascita. Nel mese di luglio 2005 la Go Metric Records pubblicò il singolo Let the Bells Ring. Il singolo includeva anche una versione remixata di "Memorize the City" di Dustin Hawthorne. Più tardi, nello stesso anno, un secondo remix è stato pubblicato con la versione francese del cd singolo di Grab That Gun.
Durante la parte europea del tour di Grab That Gun, Ashley Webber abbandonò nuovamente la band. Fu quindi sostituita dalla sorrella di Katie Sketch, Shmoo, che entrò a far parte della band come membro effettivo.
Il 27 novembre 2005, le Organ hanno annunciato attraverso il loro sito web la sottoscrizione di un contratto con la Too Pure Records, con la quale l'album Grab That Gun sarebbe stato pubblicato a febbraio 2006.

## Separazione
Il 23 agosto 2006 la band ha emesso un comunicato su myspace dicendo che avrebbero annullato tutta la parte rimanente del loro tour in Gran Bretagna, a causa di problemi di salute di una dei membri della band; in tale comunicato rassicuravano comunque i fan che non si stavano separando.
Il 7 dicembre 2006 la band ha comunicato sia su myspace che sul loro sito web ufficiale il loro scioglimento. Il comunicato era questo:
"Ci spiace annunciare che ci stiamo separando. Vogliamo ringraziare i nostri amici, fan e famiglie per tutto l'aiuto che ci hanno dato. Grazie. Shelby, Jenny, Katie, Debora e Shmoo."
In una intervista alla CBC il giorno successivo, Jenny ha rifiutato di discutere sulle ragioni di questa rottura dicendo che erano motivazioni che preferivano restassero private, ma che avevano comunque poco o nulla a che fare con la geografia o con la carriera di Katie. Disse che ci sono state "così tante ragioni" che "non saprebbe nemmeno da dove partire."

## Discografia

### Album
- 2004 - Grab That Gun

### Singoli
- 2002 - The Organ
- 2002 - Sinking Hearts
- 2005 - Memorize The City
- 2005 - Let the Bells Ring